# Unterlamm
Unterlamm est une commune autrichienne du district de Südoststeiermark en Styrie.